# Jean Victor de Constant Rebecque
Jean Victor baron de Constant Rebecque (Genève, 22 september 1773 – Schönfeld (Silezië), 12 juni 1850) was een Nederlandse generaal en een commandeur in de Militaire Willems-Orde. Constant, zoals hij kortweg in de literatuur genoemd wordt, was een lid van de familie De Constant Rebecque.  Zijn roepnaam was Victor. 
Van oorsprong was hij afkomstig uit de Republiek Genève. 

## Opleiding
Constant Rebecque was de zoon van François Marie Samuel de Constant d'Hermenches, heer van Hermenches (1729-1800), laatstelijk majoor in het Staatse leger; zijn zoon had Victor Amadeus III van Sardinië, koning van Sardinië als zijn peetvader. Hij werd op dertienjarige leeftijd naar Colmar gezonden, naar een opleidingsschool, waar hij een militaire voorbereidingscursus volgde. Op 1 augustus 1788 werd hij benoemd tot tweede luitenant in het regiment van de markies van Châteauvieux, in garnizoen te Nantes. Na de oproerige bewegingen aldaar ten onder te hebben gebracht, vertrok zijn regiment naar Nancy, waar Constant Rebecque op 2 maart 1789 tot eerste luitenant benoemd werd.

## Loopbaan
Kort daarna vertrok Constant Rebecque naar Parijs, waar het niet lang daarna tot ernstige straatgevechten kwam; het regiment van Chateauvieux marcheerde naar Sèvres, om zich tussen Parijs en Versailles te plaatsen, teneinde de koninklijke familie van Lodewijk XVI van Frankrijk te kunnen beschermen. Op bevel van de koning moesten het regiment van Constant Rebecque en ook de andere Zwitserse en Pruisische troepen onder de maarschalk de Broglie uiteengaan, en zo kwam Constant Rebecque in Nancy terug. Ook hier was alles in opstand en bij een der straatgevechten kreeg hij een geweerschot door zijn rechterhand. Hij vertrok op 16 augustus 1789 weer naar Parijs, waar hij geplaatst werd bij een compagnie van het regiment Garde Suisses, in garnizoen te Courbevoie. In de nacht van 9 op 10 augustus was Constant Rebecque betrokken bij de verdediging van de Tuilerieën. De Zwitserse Garde verdedigden het paleis tegen de Sans-culottes. Het was de bloedigste dag uit de Franse Revolutie, Met grote moeite wist hij te ontsnappen en naar de Republiek der Zeven Verenigde Nederlanden te ontkomen.

Constant Rebecque diende enige tijd als kapitein in het legioen vrijwilligers, dat zich te Genève gevormd had, en trad toen, na een bataljonscommando in het Franse leger geweigerd te hebben, in Hollandse militaire dienst (31 maart 1794) en werd aide-de-camp van zijn neef, generaal de Constant Villars. Hij nam deel aan de inname van Landrecies door het leger der Verbondenen (30 april). 

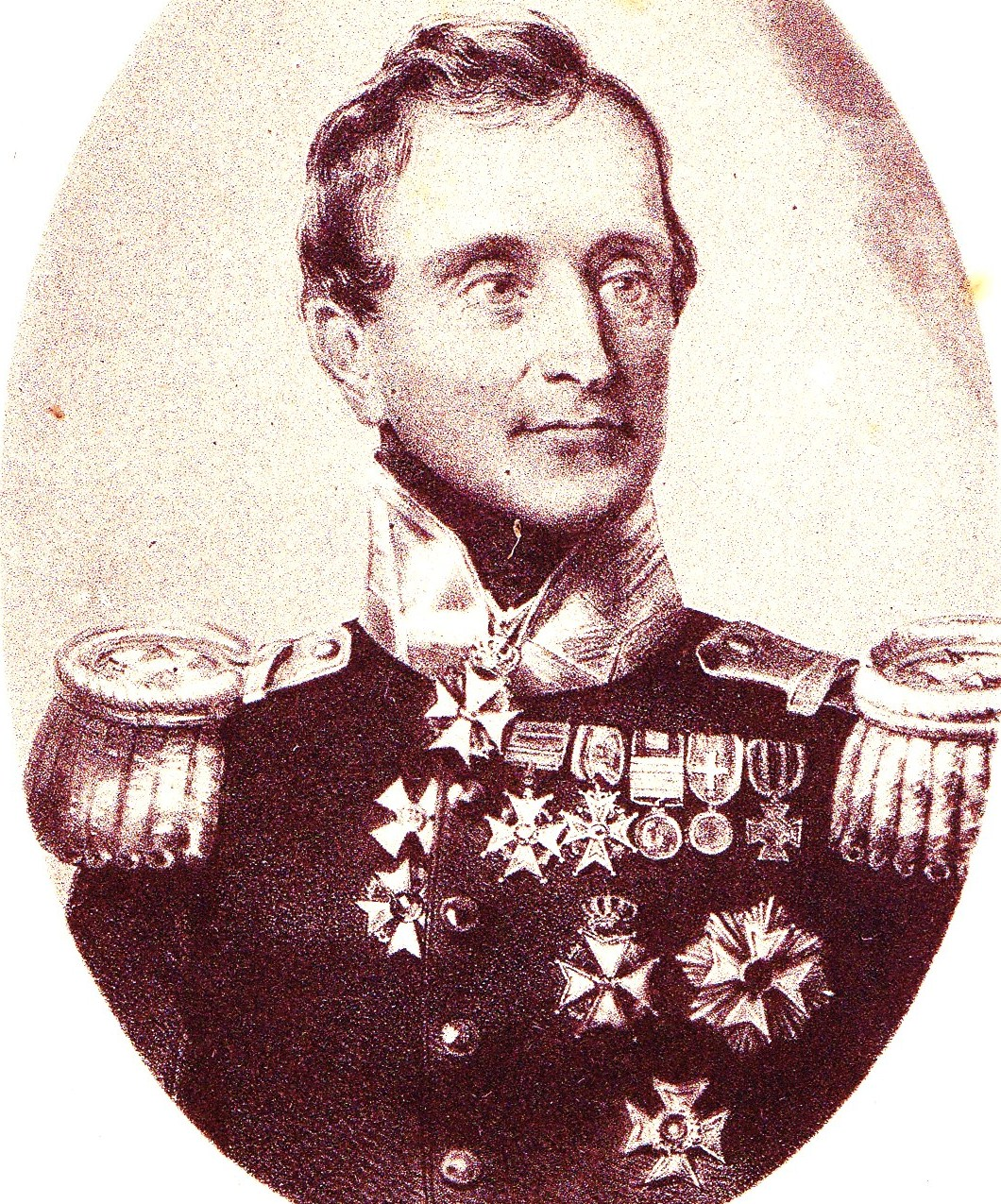
Jean Victor de Constant Rebecque

Constant Rebecque wilde niet de Bataafse Republiek dienen, nam ontslag en vertrok naar Zwitserland (1795); hij trad in Pruisische dienst als tweede luitenant bij het regiment van Stumen, in garnizoen te Coset (Silezië) en werd in 1805 benoemd tot gouverneur van de latere koning Willem II der Nederlanden, die in de periode 1809-1811 te Oxford studeerde. Met zijn leerling vertrok hij kort daarna naar het leger van Wellington in Spanje en beiden namen deel aan de belegeringen van Ciudad Rodrigo, Badajoz en Salamanca en aan de veldslagen van Victoria en bij de Pyreneeën, van welke laatste overwinning Constant Rebecque, met de Prins van Oranje, het bericht overbracht naar Engeland (15 augustus).
Constant Rebecque werd voor al zijn verdiensten benoemd tot luitenant-kolonel van het legioen Holland-Oranje, bestaande uit Hollandse krijgsgevangenen in Franse dienst, die zich verspreid over Europa bevonden. Na het herstel van de Nederlandse onafhankelijkheid werd Constant Rebecque bevorderd tot kolonel, spoedig daarna tot generaal-majoor in het Nederlandse leger. Hij had zitting in verschillende militaire commissies en was voorzitter van de commissie tot vaststelling der Frans-Hollandse grenzen. In de veldtocht van 1815 trad hij op als kwartiermeester-generaal van de troepen te velde. In verband met de bevelen, die hij van Lord Wellington, die zich te Brussel bevond, ontvangen had, meende Constant Rebecque dat deze geen goed inzicht had in de toestand en onjuist was ingelicht. Hij nam het initiatief om wijziging te brengen in de door Wellington uitgevaardigde orders; hij concentreerde de Nederlandse divisies bij Quatre-Bas en gelastte hun deze positie tot het uiterste te verdedigen. Op deze wijze dekte hij de terugtocht van Blücher, waardoor deze de nederlaag van Napoleon kon helpen voltooien. Constant Rebecque werd op 24 november 1816 tot luitenant-generaal benoemd en kreeg het oppertoezicht over de opvoeding van de kleinzonen van de koning.
Constant Rebecque werd begin augustus 1830 in het geheim naar Engeland gezonden om met Wellington te beraadslagen over middelen om de invloed van de juli-revolutie in de Nederlanden tegen te gaan, maar het uitbarsten van de revolutie in België maakte zijn zending overbodig. Daarna vergezelde hij de Prins van Oranje naar Brussel, om de gemoederen aldaar tot rust te brengen. In de ongelukkige strijd bij Brussel op 23 september, waarbij Constant Rebecque aan de zijde van prins Frederik was, werd hij bij de Schaerbeekse poort door een kogel in de arm getroffen. Kort daarna keerde hij naar Holland terug om aan de koning verslag uit te brengen. In de maand augustus 1831 werd hij benoemd tot chef van de staf van het leger dat tegen de Belgen optrok. Met de Prins van Oranje ontwierp hij het plan voor de veldtocht; later regelde hij met maarschalk Gérard de voorwaarden voor de wapenstilstand van Leuven en het terugtrekken der Nederlandse troepen. Constant Rebecque vroeg op 9 augustus 1837 zijn ontslag aan en vestigde zich op het kasteel van Schönfeld, waar hij overleed in 1850. Hij werd in 1846 in de Nederlandse adel ingelijfd met de titel van baron en ontving vele onderscheidingen, waaronder het commandeurskruis van de Militaire Willems-Orde.

## Huwelijk
Constant Rebecque trouwde op 29 april 1798 met Isabella Catharina Anna Jacoba, baronnesse van Lynden van Hoevelaken (1768-1836). Uit het huwelijk werden een dochter en meerdere zonen geboren.

## In populaire media
De rol van Constant Rebecque werd door de Zwitserse acteur Oliver Tobias vertolkt in Sharpe's Waterloo.

## Onderscheidingen
- Commandeur in de Militaire Willems-Orde op 8 juli 1815 als generaal-majoor[6]
- Grootkruis in de Orde van de Nederlandse Leeuw[3]
- Grootkruis in de Orde van de Eikenkroon[3]
- Commandeur in het Legioen van Eer op 26 mei 1820[7][3]
- Commandeur in de Orde van de Heilige Lodewijk[3]
- Ridder Commandeur in de orde van het Bad[3]
- Orde van de Rode Adelaar, 2e klasse[3]
- Vijf gespen van de diverse slagen in 1849[3]
- Baron op 25 augustus 1846[3][8]

- Bibliothèque nationale de France: cb18183773z (data)
- Biografisch Portaal: 11832274
- Gemeinsame Normdatei: 1025274946
- Historisch woordenboek van Zwitserland: 023445
- International Standard Name Identifier: 0000 0003 7797 0171
- Base Léonore: LH//582/67
- Nederlandse Thesaurus van Auteursnamen: 322804779
- RKD-Nederlands Instituut voor Kunstgeschiedenis: 369257
- Union List of Artist Names: 500354706
- Virtual International Authority File: 255328523
- WorldCat: E39PBJrWyfr3bt9jmqkMt4gVG3